# 525
Cette page concerne l'année 525  du calendrier julien. Pour l'année 525 av. J.-C., voir 525 av. J.-C. Pour le nombre 525, voir 525 (nombre).
L'année 525 est une année commune qui commence un mercredi.

## Événements
- 5-6 février : le concile de Carthage réorganise l’Église d’Afrique après la persécution[1].
- Mars : tremblement de terre en Cilicie. Anazarbe est détruite. L'empereur Justin fait reconstruire sa ville natale qui prend le nom de Justinopolis[2]. Antioche, Séleucie de Syrie et Constantinople sont touchées[3].
- 22 avril : Édesse est presque entièrement détruite par l'inondation du Skirtos (Daïsan)[4].
- 18 mai, Pentecôte : une expédition du roi d'Aksoum Kaleb contre le roi d'Himyar débarque en Arabie après la Pentecôte[5] avec de 30 000 à 120 000 hommes transportés par 60 bateaux qu'aurait fourni l'empereur byzantin Justin Ier. Les Éthiopiens regagnent le Yémen au détriment du prince juif Dhû Nuwâs et y rétablissent le christianisme. Juifs et polythéistes sont massacrés[6]. Mais dès le retour du roi Kaleb à Aksoum, les Juifs se soulèvent et le souverain abyssin doit de nouveau intervenir au Yémen.

## Naissances en 525
Pas de naissance connue.

## Décès en 525
- Eptade, ermite vivant près d'Autun.